# وینچنزو یاکویینتا
وینچنزو یاکویینتا (به ایتالیایی: Vincenzo Iaquinta) (متولد ۲۱ نوامبر ۱۹۷۹) بازیکن فوتبال ایتالیایی و بازیکن تیم یوونتوس در سری آ ایتالیا است. یاکویینتا سابقهٔ بازی در تیم‌های اودینزه را دارد. وی در سال ۲۰۰۷ به تیم یوونتوس پیوست.
وی در جام‌های جهانی ۲۰۰۶ و ۲۰۱۰ عضو تیم ملی فوتبال ایتالیا بوده‌است. ۴۰ بازی و ۶ گل ملی در کارنامه او دیده می‌شود.
پدر وینچنزو سابقهٔ همکاری با یک گروه مافیای ایتالیایی را داشته و به ۱۹ سال زندان محکوم شد. خود او نیز متهم به همکاری با این گروه مافیایی است.